# Radcliff (Kentucky)
Radcliff ist eine Stadt im Hardin County im US-Bundesstaat Kentucky, die in historischer, wirtschaftlicher und demographischer Hinsicht vom nahen Militärstützpunkt Fort Knox geprägt wird. Nach der Bevölkerungszählung von 2020 lebten in der Stadt 23.042 Einwohner.

## Geographie
Die Stadt liegt bei 37°49'48" Nord, und 85°56'44" West. (37,829918, −85,945541). Die Stadt erstreckt sich über ein Areal von 29,7 km², wobei 29,6 km² davon Land- und 0,09 Prozent Wasserfläche sind.

## Geschichte
Die Stadt ist eine noch recht junge Gemeinde und verdankt selbst ihre Existenz direkt der benachbarten Militärbasis. Erst 1919 fand sie ihren Anfang als ein gewisser Horace McCullum einige Parzellen an der heutigen Wilson Avenue teilen und öffentlich versteigern ließ. Diese Ansiedlung nannte McCullum zu Ehren seines Freundes, des Majors William Radcliffe, dem Bataillonskommandeur des gerade eingerichteten Corps in Camp Henry Knox, Radcliff. Nachdem McCullum auch den großen Supermarkt, den er eigens in der neu gegründeten Stadt eröffnet hatte, veräußerte, spielte McCullum keine weitere Rolle in der Entwicklung Radcliffs.
In den 1930er-Jahren veränderte sich das Gesicht der Stadt durch zahlreiche Migranten aus den ursprünglichen benachbarten Kleinstädten Stithton und New Stithton. Fort Knox hatte sich derart ausgedehnt, dass die dortigen Gemeinden buchstäblich vereinnahmt wurden. Während des Zweiten Weltkrieges profitierte Radcliff erheblich von den tausenden von Soldaten, die ihre Freizeit in der Stadt verbrachten und dort ihren Sold umsetzten.
1988 geriet die Stadt aufgrund eines ungewöhnlichen Vorfalls ins Rampenlicht der Öffentlichkeit: In einem der schlimmsten Verkehrsunfälle die jemals in den USA von einem betrunkenen Autofahrer verursacht wurde, kollidierte ein Geisterfahrer auf der Interstate 71 mit einem Bus. Durch den Unfall und den anschließenden Brand kamen 27 meist junge Mitglieder einer Gemeinde aus Radcliff („First Assembly of God“) ums Leben.

## Wirtschaft
Die Ökonomie der Stadt wird maßgeblich durch den Stützpunkt der Armee in Fort Knox und die entsprechenden Geschäfte im Dienstleistungsgewerbe geprägt. Längere Zeit wurde die Stadt in einschlägigen Publikationen als jene Stadt mit der höchsten Fast-Food-Restaurants-Dichte auf die Quadratmeile bezeichnet, was auch ein Effekt des nahen Militärstandorts war.

## Demographie
Dem United States Census 2000 zufolge leben in Radcliff 21.961 Einwohner in 8.487 Haushalten und 5.856 Familien. Das Bevölkerungswachstum der Stadt ist dankt des Militärstützpunktes erstaunlich: Hatte die Stadt 1956 gerade einmal 800 Einwohner, so stiegen die Zahlen von 3.381 im Jahr 1960, 8.281 zehn Jahre später und sogar von 14.519 (1980) auf die heutigen Werte. Die Bevölkerungsdichte beträgt 739,2 Menschen/km². Die Bevölkerung der Stadt teilt sich in 62,76 Prozent Weiße, 25,65 % Afroamerikaner, 0,61 % Indianer, 3,52 % Asiaten, 0,41 % von den Pazifischen Inseln und 2,60 Prozent entstammen anderer ethnischer Herkunft bzw. 4,46 % leiten ihre Abstammung von zwei oder mehr "Rassen" ab. 5,66 Prozent der Bevölkerung sind hispanischer oder lateinamerikanischer Abstammung.
In 38,5 Prozent der Haushalte leben minderjährige Kinder bei ihren Eltern, in 48,7 % wohnen verheiratete Paare, in 16,1 % leben allein erziehende Mütter, und in 31,0 % leben keine Familien bzw. unverheiratete Paare. 26,0 % aller Haushalte werden von einer einzelnen Person geführt und in 6,1 % der Wohnungen lebt eine alleinstehende Person, die älter als 65 Jahre ist. Die durchschnittliche Größe eines Haushalts beträgt 2,57 und die durchschnittliche Familiengröße 3,09 Individuen.
Die Altersstruktur der städtischen Bevölkerung Radcliffs spaltet sich folgendermaßen auf: 29,1 % unter 18 Jahren, 9,6 % zwischen 18 und 24 Jahren, 32,6 % im Alter zwischen 25 und 44, 20,0 % zwischen 45 und 64, sowie 8,6 Prozent, die älter als 65 Jahre sind. Das durchschnittliche Alter beträgt 33 Jahre.
Auf je 100 Frauen kommen 95,0 Männer. Nimmt man das Vergleichsalter 18 Jahre oder älter an, so ergibt sich sogar ein Verhältnis von 100:91,0.
Das durchschnittliche Einkommen eines Haushaltes dieser Stadt beträgt 35.763 US-Dollar, das mittlere Einkommen einer Familie 41.260 $. Männer verfügen über ein Einkommen von 30.518 gegenüber 20.982 $ bei Frauen. Das Pro-Kopf-Einkommen innerhalb der Stadt beträgt 16.436 Dollar. 12,5 Prozent der Bevölkerung und 11,3 % der Familien leben unterhalb der Armutsgrenze. In Bezug auf die Gesamtbevölkerung Radcliffs leben 18,0 % der unter 18-Jährigen und 3,4 % der über 65-Jährigen jenseits der Armutsgrenze.

## Partnerstädte
- Munster, seit 1984